# Kanevskaja
Kanevskaja (in russo Каневская?) è un centro abitato (stanica) della Russia, situato nel Territorio di Krasnodar. È il centro amministrativo del distretto Kanevskij.
Il villaggio si trova alla confluenza del fiume Čelbas con gli affluenti Srednij Čelbas e Suchaja Čelbaska, 128 km a nord di Krasnodar.